# جون ستيوارت آرتشر
جون ستيوارت آرتشر (بالإنجليزية: John Stuart Archer)‏ هو مهندس حاصل على رتبة الإمبراطورية البريطانية وزمالة الأكاديمية الملكية للهندسة من مواليد 15 يونيو 1943 وتُوفي في 9 ديسمبر 2007. شغل منصب نائب رئيس جامعة هيريوت وات ومديرها العام من عام 1997 إلى 2006.

## حياته
وُلد جون في لندن في 15 يونيو 1943 وذهب إلى مدرسة قواعد مقاطعة تشيسويك. وحصل على درجة البكالوريوس في الكيمياء الصناعية من جامعة سيتي يونفيرسيتي لندن في عام 1965 ودرجة الدكتوراه من كلية لندن الإمبراطورية. وفي عام 1969، هاجر إلى كندا مع زوجته ليزلي وعمل كمهندس بترول. وعاد بعد ذلك إلى المملكة المتحدة في عام 1973 وعمل في حقول الغاز الأوروبية.
التحق بالكلية الملكية لهندسة النفط في عام 1980، وأصبح أستاذًا في عام 1986، ثم رئيسًا لقسم هندسة الموارد المعدنية في عام 1987. كما حصل على العديد من المناصب العُليا الأخرى في الكلية الملكية، وعُيّن بعد ذلك بعامين كعميد الكلية الملكية المدرسة الملكية لهندسة الموارد المعدنية من عام 1989إلى عامر1991، والتحق بجامعة هيريوت وات في عام 1997 كنائب للمستشارثم مدير حتى تقاعده في يوليو 2006. تُوفي في 9 كانون الأول / ديسمبر 2007 بسبب السرطان تارًكا زوجته وابنه وابنته.

## التكريمات
حصل جون على رتبة الإمبراطورية البريطانية عام 2002 عن خدماته للتعليم العالي. كما حصل على زمالة الأكاديمية الملكية للهندسة وزمالة الجمعية الملكية في إدنبرة. شغل منصب رئيس معهد المهندسين الكيميائيين في الفترة بين عامي 2005 و2006، والتي شملت مسؤولية تنظيم المؤتمر العالمي للهندسة الكيميائية الذي عُقد في غلاسكو في عام 2005. كما حصل على تكريمات فخرية من جامعة إدنبرة، وكلية إمبيريال، وجامعة سيتي وجامعة هيريوت وات.